# Richard Brome

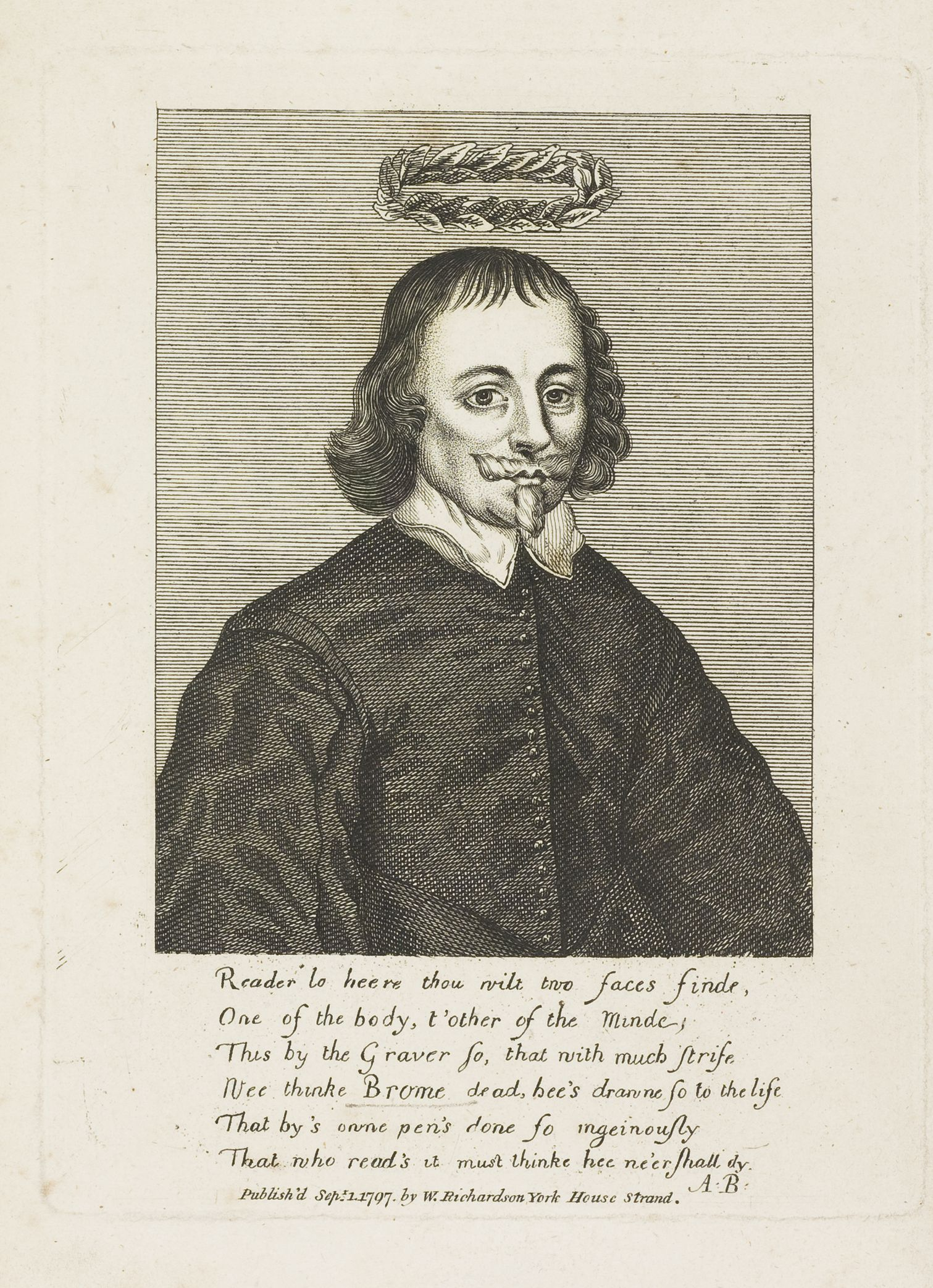
Porträtstich von Richard Brome, 1653

Richard Brome (* um 1590; † vermutlich am 24. September 1652) war ein englischer Schriftsteller, Dramatiker und Schauspieler der Renaissance und gehörte zu den bekannteren Schauspielern und Bühnenautoren seiner Zeit. Er führte die Tradition des elisabethanischen Theaters auf der jakobäischen Bühne während der Restaurationszeit bis zur Schließung der Theater 1642 fort.

## Leben und Wirken
Über das gesamte Leben Richard Bromes ist nur wenig überliefert. So sind weder seine Herkunft noch sein genaues Geburtsdatum oder der Zeitpunkt seines Todes bekannt. Verwertbare Hinweise auf Bromes Leben und Persönlichkeit finden sich vor allem in dem Brome gewidmeten Sonett To my old faithful servant and by his continued virtue my loving friend. . . Mr. Richard Brome von Ben Jonson, das 1632 als epidiktische Vorrede in der Quarto-Ausgabe von Bromes Komödie The Northern Lasse veröffentlicht wurde. Dieses Stück begründete zugleich Bromes Ruf als anerkannter Bühnenautor und gehörte beim zeitgenössischen Theaterpublikum zu seinen beliebtesten Werken.
In der gegenwärtigen Forschung wird allgemein angenommen, dass Richard Brome wahrscheinlich bereits ab 1614 als Sekretär in den Diensten von Ben Jonson stand und dass sich aus dieser Tätigkeit eine Freundschaft zwischen den beiden entwickelte. Als Freund gehörte Brome neben Dichtern und Dramatikern wie etwa Thomas Carew oder Robert Herrick ebenfalls dem Kreis der Verehrer oder Schüler Johnsons an, die sich unter der respektvollen Bezeichnung «sons of Ben» oder «tribe of Ben» regelmäßig im Apollo-Zimmer der Devil and St. Dustan Tavern trafen. Aus dieser Gruppe gingen mehrere der nachfolgenden sogenannten cavalier poets („Kavalierdichter“) hervor.
Nach seinem Erstlingserfolg The Northern Lasse, das vermutlich um 1629 entstand, wurde Brome zu einem der produktivsten und einfaltsreichsten Bühnenautoren seiner Zeit. Die Reihe seiner ideenreichen Komödien, die größtenteils unter dem Einfluss oder Vorbild von Ben Jonson standen, erwiesen sich zur damaligen Zeit allesamt als Publikumserfolge. Sie liefern in ihrer Vielfalt ein anschauliches, zuweilen auch satirisch überzeichnetes, kritisches Bild des bunten Lebens im damaligen London. Von Richard Bromes Werken sind 15 Stücke erhalten geblieben, darunter The City Wit; or The Woman Wears the Breeches (wahrscheinlich 1629 entstanden und als Quarto-Druck 1653 erschienen), The Sparagus Garden (wahrscheinlich 1635 entstanden und als Quarto-Druck 1640 erschienen), The Antipodes (wahrscheinlich 1638 entstanden und als Quarto-Druck 1640 erschienen) sowie A Mad Couple Well Match’d (wahrscheinlich 1639 entstanden und als Quarto-Druck 1653 erschienen). Als sein bestes Werk gilt unter den Kritiker größtenteils seine Komödie A Jovial Crew, or the Merry Beggars, die um 1641 verfasst und 1652 erstmals als Quarto-Ausgabe veröffentlicht wurde.
Unter bedeutenden zeitgenössischen Dramatikern und Bühnenautoren genoss Richard Brome ein hohes Ansehen. So richtete etwa Thomas Dekker trotz seines Bühnenstreits mit Ben Jonson lobende Verse an „my sonne Broom and his Lasse“. Auch John Ford bezeichnete sich anlässlich einer Aufführung von Bromes The Northern Lasse öffentlich als dessen besonderer Freund (“the author’s very friend”). Ebenso lobten zahlreiche jüngere Autoren aus der Gruppe der sogenannten university wits Bromes Werke, insbesondere A Jovial Crew, und dessen darin zum Ausdruck gebrachte humanistische Bildung. Indizien oder Belege dafür, dass Brome zuvor offenbar eine schulisch-akademische Ausbildung erhalten haben muss, finden sich zudem in dem Großteil seiner Stücken vor allem in der Vielzahl und Korrektheit seiner klassischen Zitate und Anspielungen.
Richard Brome war darüber hinaus nach dem gegenwärtigen Stand der Forschung aller Wahrscheinlichkeit nach als gleichwertiger Mitautor beteiligt an Thomas Heywoods Melodram The Late Lancashire Witches, das 1634 als Quarto-Ausgabe im Druck erschien und vermutlich um 1632–33 verfasst wurde.
Bromes Stücke gehörten zum Repertoire der damals zu den beiden berühmtesten Schauspieltruppen zählenden King’s Men und wurden im Globe und Blackfriars Theatre wie auch im Cockpit Theatre in der Drury Lane oder im Salisbury Court in der Fleet Street sowie bei Hofe aufgeführt.
Die Schließung der Theater in der Restaurationszeit durch den Parlamentsbeschluss von 1642 bedeutete für Brome, der mutmaßlich weitgehend von seinen Einkünften als Verfasser von Bühnenwerken lebte, den finanziellen Ruin. Verarmt starb er wahrscheinlich um 1652 im Londoner Charterhouse, einer ehemaligen Kartause, die während der Regierungszeit von Jakob I. ab 1611 durch eine testamentarische Stiftung von Thomas Sutton zugunsten von etwa 80 verarmten Männern zu einem Hospital und Armenhaus umgebaut wurde.
Nach Bromes Tod wurden 1653 und 1659 zwei Bände mit seinen gesammelten Werken von dem englischen Dichter, Schriftsteller und Übersetzer Alexander Brome (1620–1666) herausgegeben, der mit Richard Brome jedoch nicht verwandt war.

## Werke
Als alleiniger Autor
- The City Wit, um 1629?, erneut aufgeführt 1637; gedruckt 1653
- The Northern Lass, 1629; gedruckt 1632
- The Queen’s Exchange, um 1629–30?; gedruckt 1657
- The Novella, 1632; gedruckt 1653
- The Weeding of Covent Garden, 1633?; gedruckt 1659
- The Sparagus Garden, 1635; gedruckt 1640
- The Damoiselle or the New Ordinary, um 1638?; gedruckt 1653
- The English Moor, or The Mock Marriage, 1637; gedruckt 1659
- The Antipodes, 1638; gedruckt 1640
- A Mad Couple Well-Match'd, 1639?; gedruckt 1653
- The Lovesick Court, or The Ambitious Politic, zum Druck angemeldet 1640; gedruckt 1659
- The Court Beggar,?1640; gedruckt 1653
- The New Academy, or The New Exchange, zum Druck angemeldet 1640; gedruckt 1659
- The Queen and Concubine, um 1635–39?; gedruckt 1659
- A Jovial Crew, or the Merry Beggars, 1641?, gedruckt 1652.

Zusammen mit Thomas Heywood
- The Late Lancashire Witches, um 1634; gedruckt 1634

## Werkausgaben
- Richard Brome: A Jovial Crew: Or, the Merry Beggars. a Comedy. Acted Both at the Queen’s Theatre, and the Theatre-Royal, at the Same Time. Likewise All the Beggars Cant. London 1708 (Nachdruck Lightning Source UK Ltd., Milton Keynes, Buckinghamshire, 2018, ISBN 978-1-379-83495-3).